# Rexton (Kanada)
Rexton ist ein Dorf (Village) in der kanadischen Provinz New Brunswick mit 830 Einwohnern (Stand: 2016). 2011 betrug die Einwohnerzahl 818.

## Geografie
Rexton liegt im Kent County am Südrand des Kouchibouguac-Nationalparks sowie kurz vor der Mündung des Richibucto River in die Northumberlandstraße. Rund 60 Kilometer nordwestlich befindet sich Miramichi. Bouctouche im Südosten sowie Moncton im Süden sind 25 bzw. 65 Kilometer entfernt. Die Verbindungsstraßen New Brunswick Route 11, New Brunswick Route 116 und New Brunswick Route 134 verlaufen durch Rexton. Acht Kilometer entfernt im Südwesten befindet sich das knapp 1664 Hektar große Elsipogtog-First-Nation-Reservat, in dem rund 2000 Nachfahren der Mi’kmaqindianer leben.

## Geschichte
Ureinwohner der Gegend waren die Mi'kmaqindianer. Um 1825 ließen sich Siedler nieder und nannten den Ort Kingston. Um Verwechselungen mit dem südlich gelegenen Kings County zu vermeiden, wurde im Jahr 1901 der Namensteil King (König) durch sein Lateinisches Äquivalent Rex ersetzt. Seitdem heißt der Ort Rexton. Aufgrund der Nähe zum Wasser wurde der Schiffbau für lange Zeit die Hauptlebensgrundlage der Einwohner. 1966 erhielt der Ort den Status Village.
Im Oktober 2013 kam es in Rexton zu gewalttätigen Protesten und Straßenblockaden, insbesondere der First Nations, gegen geplante Probebohrungen, die die Möglichkeit der Gasgewinnung nach der Hydraulic-Fracturing-Methode („Fracking“) erkunden sollten.
Heute ist der Ort auch im Tourismus aktiv und bietet Touren durch die Dünenlandschaft entlang der Küste und in den Kouchibouguac-Nationalpark an.

## Historische Anlagen
Rexton verfügt über eine Vielzahl von historisch wertvollen Bauwerken, die auf der List of historic places in Kent County, New Brunswick verzeichnet sind. Dazu gehören die St. Andrew’s United Church sowie das Bonar Law House.

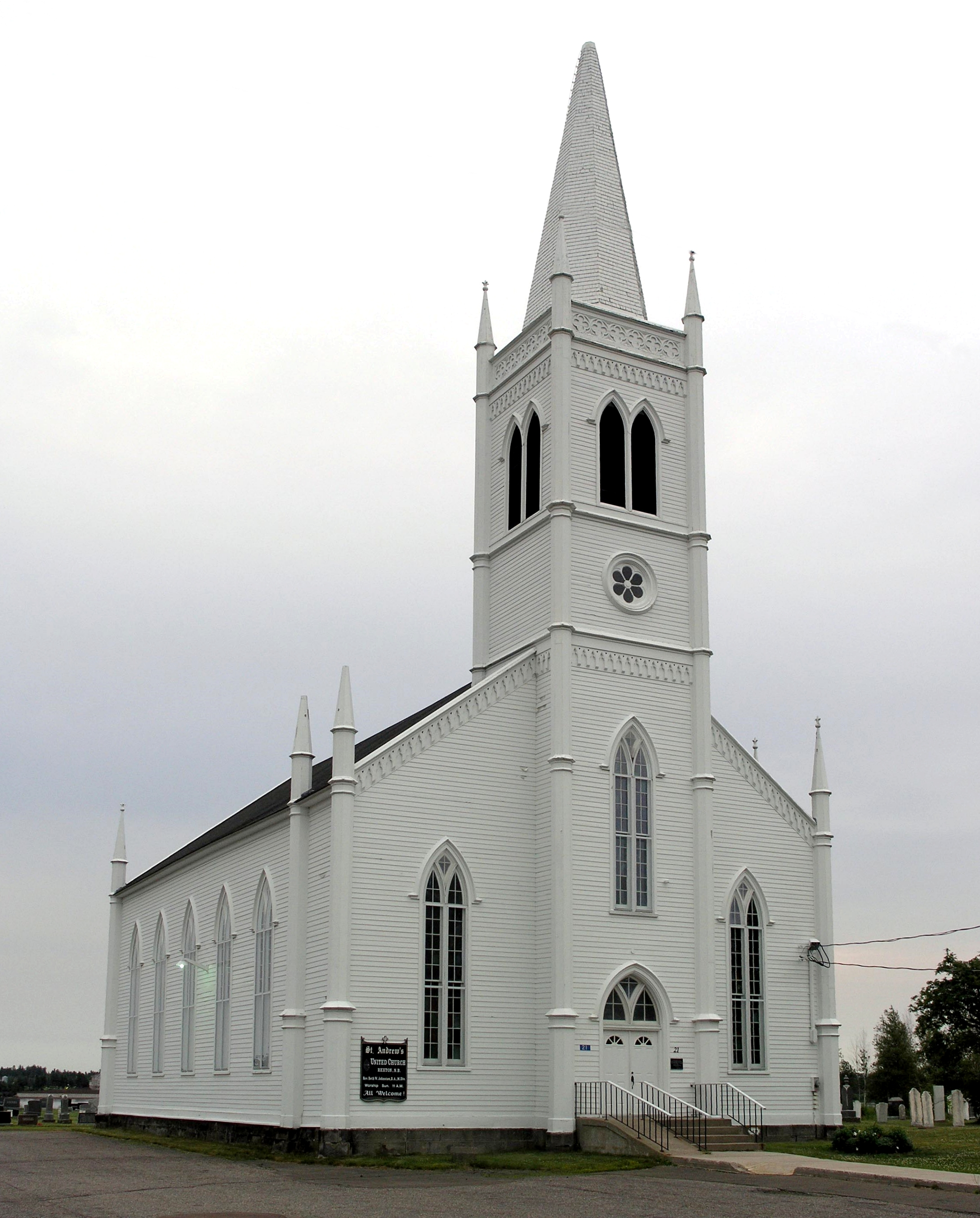
St. Andrew’s United Church
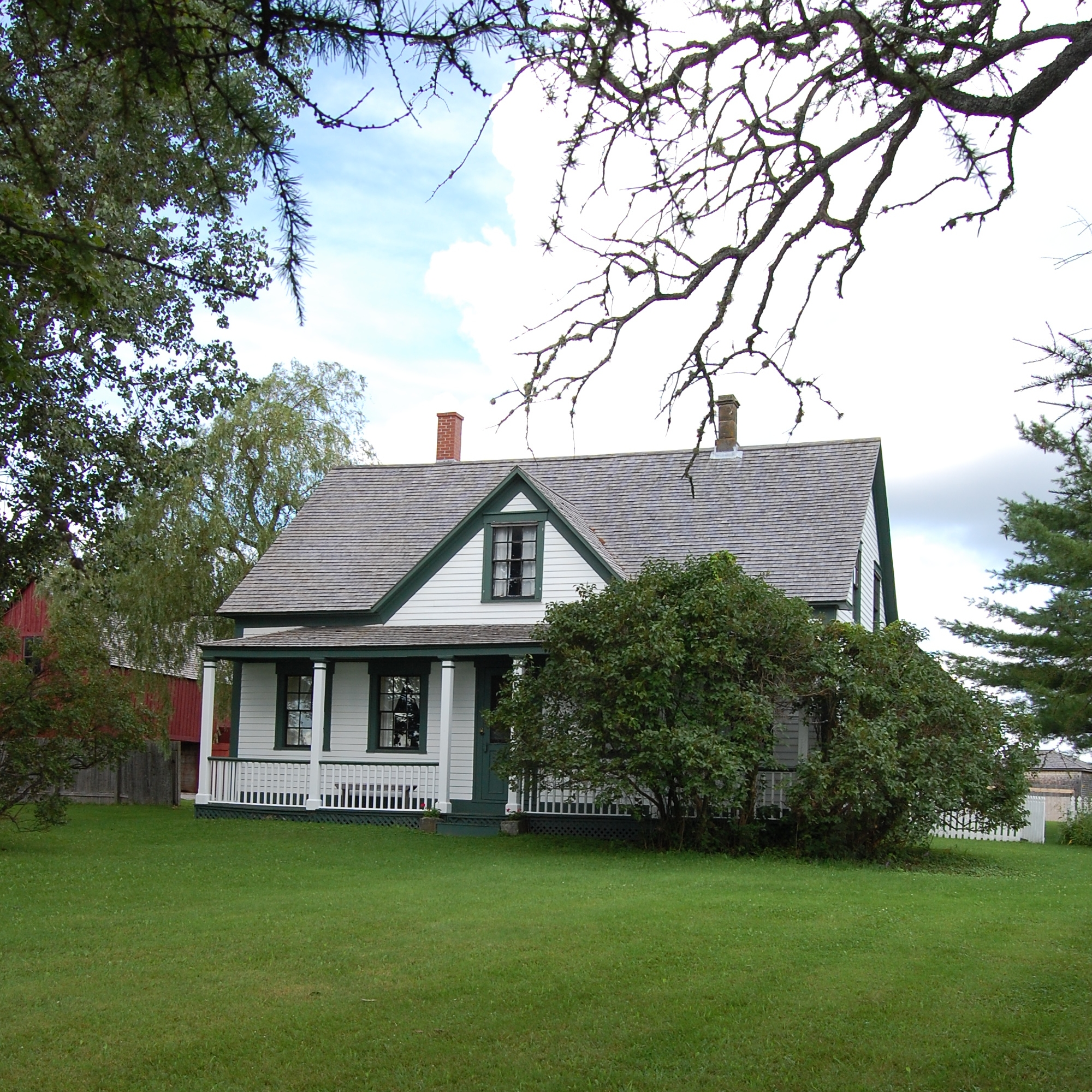
Bonar Law House

## Söhne und Töchter der Stadt
- Andrew Bonar Law (1858–1923), britischer Politiker und Premierminister
- William John Bowser (1867–1933), Politiker
- Shawn Graham (* 1968), Politiker